# 日本語ドメイン名
日本語ドメイン名（にほんご-めい）とは国際化ドメイン名（IDN）のうち、日本語文字（ひらがな、カタカナ、日本語漢字など）によって表現されたドメイン名である。

## 概要
2013年5月1日時点において、汎用「.jp」トップレベルドメインの約90万件の内、約12万件が日本語ドメイン名であったが、2018年3月には100万件のうちおよそ10万件と減少している。
日本語ドメイン名の普及推進を担っている代表的な組織の1つとして、株式会社日本レジストリサービス（JPRS）が存在する。JPRSは日本の国別コードトップレベルドメインである「.jp」を管理するスポンサ組織である。またアジア共通の課題や方針を提案する技術チームとして、CNNIC／JPNIC／KRNIC／TWNICの共同によるJoint Engineering Team（JET）がある。
2014年5月時点で日本語ドメイン名に公式対応しているトップレベルドメインには、「.jp／.com／.net／.cc／.tv／.asia／.biz／.tel／.ac／.co／.la／.pw／.みんな」などがある。

## アクセス方法

### 対応環境とブラウザ
日本語ドメイン名を利用するには、利用者側の環境が国際化ドメイン名（IDN）に対応している必要がある。
Internet Explorer（IE）、Firefox、Google Chrome、Safari、Operaは、2010年時点の最新版ではすべてIDNに標準対応している。ただし各ブラウザで偽キリル文字などでURLを偽装するフィッシング詐欺対策として、下記のような場合は国際化表記をせず、Punycode（「xn--」で始まる英数字とハイフン）で表記するようになっている。
IE / Google Chrome
利用言語以外の文字を含む場合、複数の文字体系が混在する場合は国際化表記しない。IEでは言語に属さない記号などを含む場合、Google Chromeでは内蔵のブラックリスト内の文字を含む場合にも国際化表記しない。
Firefox / Opera
内蔵のホワイトリスト外のトップレベルドメインでは国際化表記しない。Firefoxでは内蔵のブラックリスト内の文字を含む場合にも国際化表記しない。
Safari
内蔵のホワイトリスト外の文字体系を含む場合は国際化表記しない。標準ではラテン文字と誤認しやすい文字を含むキリル文字、ギリシア文字、チェロキー文字がリストから除外されている。
Windows XPに標準搭載され、2011年7月時点で約9%のシェアを持つウェブブラウザであるIE6は、IDNに対応していない。このため、IE6をIDNに対応させるためのプラグイン『i-Nav』がベリサインによって開発され、同社とJPRSによって無償配布されている。
また、対象が汎用「.jp」トップレベルドメインに限られるが、IDN非対応の携帯電話ブラウザ向けに「日本語JPアクセスサイト」がJPRSによって提供されている。

### URLの入力
日本語ドメイン名を使用したサイトは、URLアドレスバーに通常のURLを入力する方法でアクセスできる。例えば、「日本語.jp」、または「日本語.net」と言った具合にドメイン名を入力してサイトにアクセスする。国際化ドメイン名の仕様により、処理過程で必ず「NAMEPREP」と呼ばれる正規化処理が行われるため、「ﾆｯﾎﾟﾝ.jp」（全て半角）と入力しても「ニッポン。ｊｐ」（全て全角）と入力しても、ウェブブラウザ上で「ニッポン.jp」に変換されてサイトにリダイレクトされる。

## 取得と管理

### 取得方法
日本語ドメイン名を取得するには、通常、日本語ドメイン名の登録業務を行っているドメイン名登録業者（レジストリまたはレジストラ）に有償で登録依頼をおこなう。汎用.jpトップレベルドメインにおいては、指定事業者制度が存在し、JPRSによって日本語ドメイン名対応指定事業者一覧が公開されている。

### 背景技術と制限
日本語ドメイン名の下地となっている技術は国際化ドメイン名（IDN）である。ドメイン名は歴史的に英数字またはハイフンのみが使用可能であったが、この技術的制限をクリアしつつ、日本語を含む多国語ドメインを使用可能にするものとして、IDNが発案された。
入力されたURLのうち、ドメイン名部分をPunycode変換により英数字とハイフンの文字列に変換し（例：「日本語.jp」から「xn--wgv71a119e.jp」）、これをもってDNS正引きすることにより、Punycodeでドメイン名登録されたサーバへのアクセスを実現するというものが、Punycodeを用いたIDNの概要である。このうち日本語を用いたIDNが特に日本語ドメイン名と呼ばれているが、他の言語でのIDNと技術規格上の違いはない。
一方で、言語特有の取り組みは管理面でなされている。ICANNのIDN実装ガイドラインでは、レジストリがIDNを言語に関連付けて登録することを定めている。この取り組みはIDNを特定の言語（文字体系）に限定することで同形字（homoglyph）偽装を防ぎ、言語ごとの異体字対応も可能にするものであるが、採用言語の細則策定を含めて各レジストリの裁量に委ねており、レジストリごとに日本語への対応状況は異なる。
| トップレベルドメイン         | 管理組織                                 | 対応状況                                   | IANAリポジトリ登録        |
| ---------------------------- | ---------------------------------------- | ------------------------------------------ | ------------------------- |
| 汎用.jp                      | 日本レジストリサービス                   | 対応表明あり                               | あり                      |
| .com／.net .name／.cc／.tv   | ベリサイン                               | .com／.net／.cc／.tvでは対応表明あり       | あり（.com／.net／.name） |
| .asia                        | DotAsia Organisation                     | 対応表明あり                               | あり                      |
| .biz                         | NeuLevel                                 | 対応表明あり                               | あり                      |
| .info                        | Afilias                                  | 対応表明なし                               |                           |
| .museum                      | Museum Domain Management Association     | 対応予定                                   |                           |
| .org                         | Public Interest Registry                 | 対応表明なし                               |                           |
| .tel                         | Telnic Limited                           | 対応表明あり                               | あり                      |
| .ac／.sh／.io／.tm           | Internet Computer Bureau                 | 本国では対応表明なし 日本事務所で.acを受付 |                           |
| .co                          | .CO Internet S.A.S.                      | 対応表明あり                               | あり                      |
| .la                          | LA Names／CentralNic                     | CentralNicでは対応表明あり                 |                           |
| .pw                          | PW Registry                              | 対応表明あり                               |                           |
| .to                          | Tonga Network Information Center         | 未定                                       |                           |
| .kyoto                       | Academic Institution: Kyoto Jyoho Gakuen | 対応済み                                   |                           |
| .osaka                       | Osaka Registry Co., Ltd.                 | 対応済み                                   |                           |
| .tokyo / .nagoya / .yokohama | GMO Registry, Inc.                       | 対応済み                                   |                           |
| .okinawa / .ryukyu           | BRregistry, Inc.                         | 対応済み                                   |                           |

2003年から2004年にかけては文字符号化形式のRACEからPunycodeへの移行や、前述のIDN実装ガイドラインの成立といった仕様の転換が重なり、「.org」トップレベルドメインを管理するレジストリであるPublic Interest Registryが、旧仕様で登録された日本語ドメイン名を含むすべてのIDNを抹消すると発表したこともある。この抹消はのちに撤回されたが、2013年5月現在でもPublic Interest Registryは日本語ドメイン名を新規受付していない。

## 日本語トップレベルドメイン
日本語トップレベルドメインは、2025年2月時点で次のトップレベルドメインが設定されている。
| トップレベルドメイン | 管理組織                       |
| -------------------- | ------------------------------ |
| .セール              | Amazon Registry Services, Inc. |
| .ファッション        | Amazon Registry Services, Inc. |
| .ストア              | Amazon Registry Services, Inc. |
| .アマゾン            | Amazon Registry Services, Inc. |
| .ポイント            | Amazon Registry Services, Inc. |
| .クラウド            | Amazon Registry Services, Inc. |
| .食品                | Amazon Registry Services, Inc. |
| .みんな              | Charleston Road Registry Inc.  |
| .グーグル            | Charleston Road Registry Inc.  |
| .コム                | VeriSign Sarl                  |
| .テスト              | 予約済みのドメイン             |